# Plateau delle Azzorre

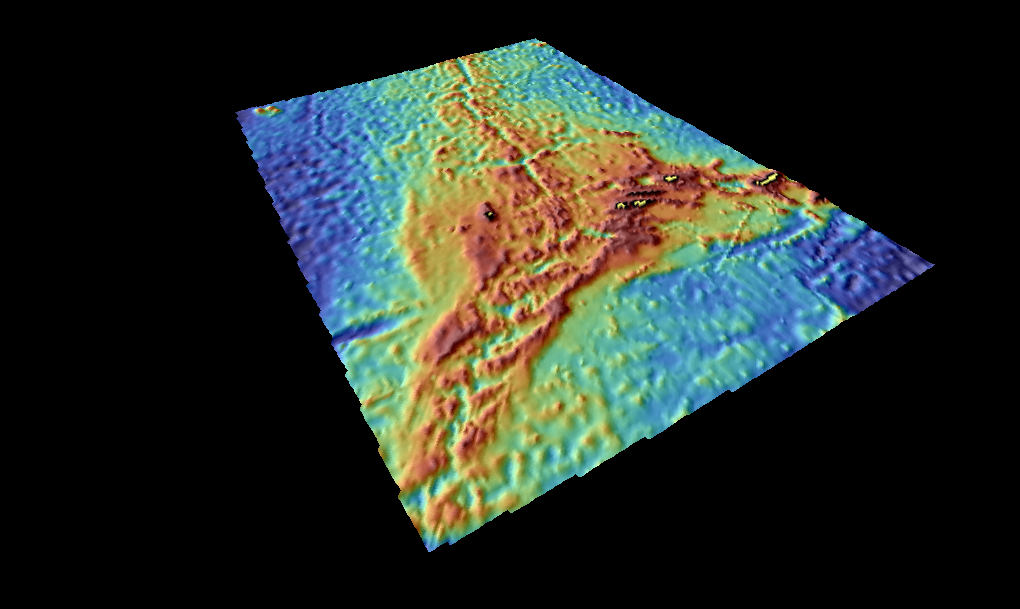
Batimetria del Plateau delle Azzorre. Le isole Azzorre sono marcate dai punti gialli.

Il Plateau delle Azzorre o Piattaforma delle Azzorre è un plateau oceanico che include l'arcipelago delle Azzorre e la tripla giunzione delle Azzorre nell'Oceano Atlantico settentrionale. È stato formato circa 20 milioni di anni fa dal punto caldo delle Azzorre ed è tuttora associato ad un attivo vulcanismo.
Il plateau è costituito da una grande provincia ignea di forma grossolanamente triangolare che si trova a meno 2.000 m al di sotto del livello del mare.